# Would?
«Would?» (español: «¿lo harías?») es una canción y sencillo de la banda de grunge y heavy metal Alice in Chains, correspondiente al álbum Dirt. Esta canción apareció por primera vez como banda sonora de la película Singles, estrenada en 1992. También fue incluida en los álbumes recopilatorios de la banda Nothing Safe: Best of the Box (1999), Music Bank (1999), Greatest Hits (2001), y The Essential Alice in Chains (2006).
La letra de la canción, escrita por el guitarrista Jerry Cantrell, se inspiró en el cantante de Mother Love Bone, Andrew Wood, quien murió de una sobredosis de heroína en 1990.
La canción fue lanzada como sencillo en 1992 convirtiéndose en una de las canciones más populares de la banda. Alcanzó el puesto número 5 en el Billboard Mainstream Rock Tracks . En enero de 1993 fue lanzada como sencillo en el Reino Unido. Alcanzó el top 20 en el Reino Unido y el top 40 en los Países Bajos. Fue posicionada en el lugar número 88 en el ranking de las mejores canciones del Hard rock hecho por VH1.
El video musical de "Would?" fue lanzado en 1992 y fue codirigido por Cameron Crowe y Josh Taft. Ganó el premio "Best Video from a Film" en los MTV Video Music Awards de 1993. El video está disponible en el recopilatorio de videos Music Bank: The Videos.
Otra versión de esta canción se puede encontrar en el disco en directo MTV Unplugged.
La banda sueca Opeth versionó esta canción en su sencillo Burden, proveniente del álbum Watershed.
- Datos: Q74667019